# Internationale Luchthaven Chiang Rai
De Internationale luchthaven Chiang Rai (voluit Mae Fah Luang-Chiang Rai International Airport) ligt bij de stad Chiang Rai in Thailand. De IATA-luchthavencode is CEI. Het vliegveld ligt op ongeveer 8 kilometer van de stad zelf. Sinds 1998 wordt de luchthaven beheerd door de Airports of Thailand (AOT). Hoewel de naam anders doet vermoeden, worden er niet of nauwelijks internationale vluchten uitgevoerd op het vliegveld.

## Gegevens
In 2003 werden er meer dan 500.000 passagiers, 3900 vluchten en 2700 ton luchtvracht afgehandeld.

## Luchtvaartmaatschappijen en bestemmingen
- Thai AirAsia (Bangkok-Suvarnabhumi)
- Thai Airways International (Bangkok-Don Mueang, Bangkok-Suvarnabhumi)
- Nok Air (Bangkok-Don Mueang)
- Bangkok Airways (Bangkok-Suvarnabhumi)
- SGA Airlines (Chiang Mai-Chiang Rai)

## Voetnoten
1. ↑  In juli 2011 is er volgens de website van het vliegveld sprake van één dagelijkse vlucht naar Macau in China; de overige vluchten zijn binnenlands.